# UWC México 10
UWC México 10: To the Edge fue un evento de artes marciales mixtas producido por Ultimate Warrior Challenge México, que se llevó a cabo el 25 de junio de 2011 en el Auditorio Fausto Gutiérrez Moreno de Tijuana, Baja California, México.